# Komitialgesandter
Komitialgesandter war die offizielle Bezeichnung für den Gesandten eines Reichsstandes der Territorien im Heiligen Römischen Reich, der am Immerwährenden Reichstag des Heiligen Römischen Reichs in Regensburg den jeweiligen Landesherren vertrat. Der Reichstag tagte in Regensburg von 1663 bis 1806 dauerhaft, so dass die Landesfürsten dort kaum noch selbst anwesend waren, sondern sich durch Gesandte vertreten ließen.

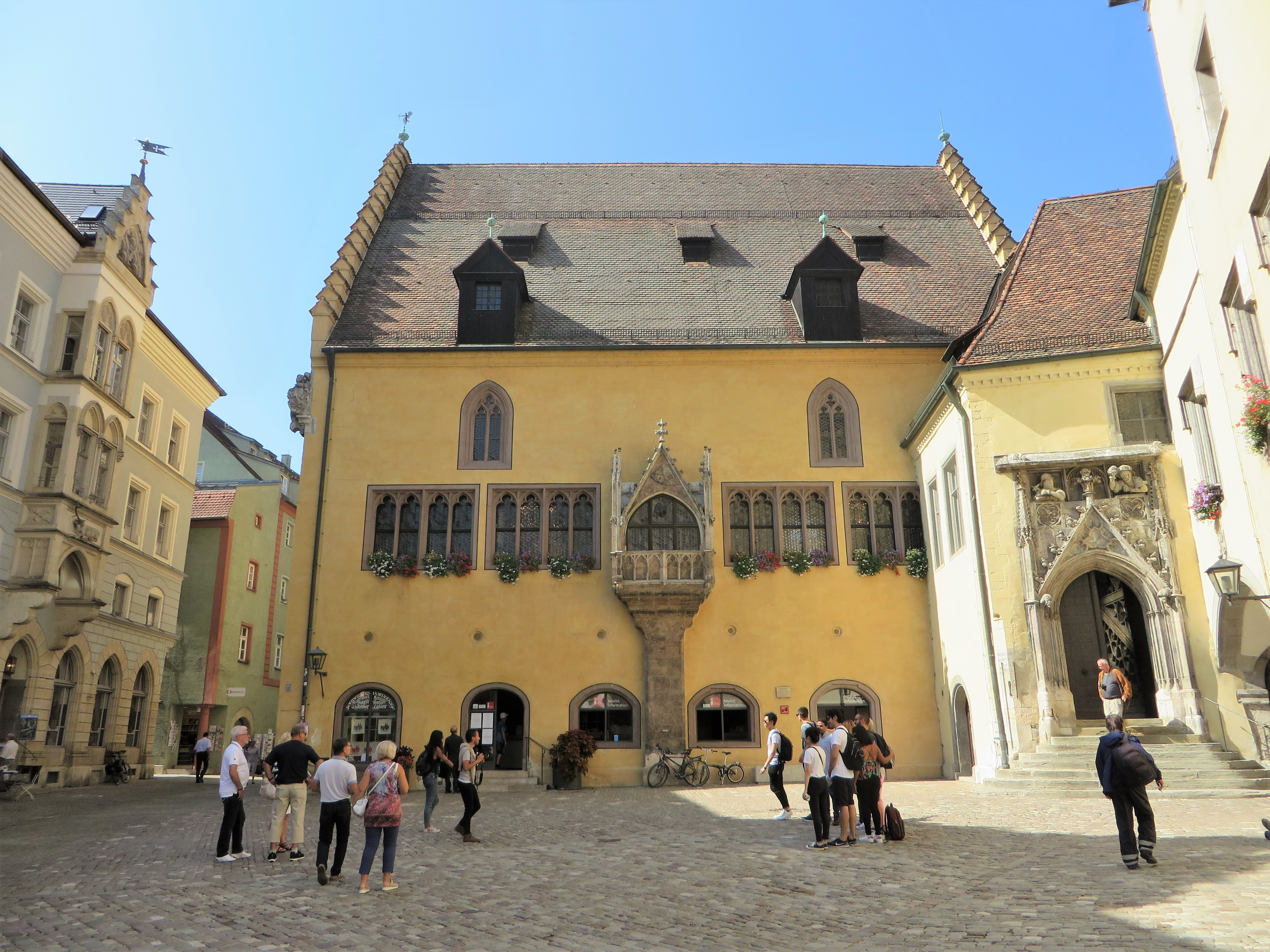
Altes Rathaus Regensburg. Sitz des Immerwährenden Reichstags

Die Bezeichnung Komitialgesandter geht zurück auf den Ausdruck der Comitia (Plural von lateinisch comitium „Versammlungsort“), die Bezeichnung für eine Volksversammlung im antiken  Römischen Reich.

## Formale Anforderungen
Jeder Komitial-Gesandte benötigte eine Vollmacht des ihn entsendenden Reichsstandes, die er einmalig beim Reichstagsdirektorium hinterlegen musste, bevor er seinen Sitz einnehmen, seine Tätigkeit aufnehmen und an Abstimmungen teilnehmen durfte. Mit der Hinterlegung der Vollmacht war der Gesandte förmlich legitimiert.

## Abgrenzung
Der Terminus Komitialgesandter (auch: Comitialgesandter oder Comitial-Gesandter) wurde für Gesandte im Kurfürstenkollegium und im Reichsfürstenrat verwendet. Für Gesandte der Reichsgrafen wurde meist der Begriff Deputierte verwendet.
Da der Unterhalt einer ständigen Vertretung beim immerwährenden Reichstag sehr aufwendig war, beauftragten viele kleinere Fürstentümer die Gesandten befreundeter Fürsten mit der Wahrnehmung ihrer Interessen. Komitialgesandte waren die von einem Reichsstand abgeordnete Personen zur Vertretung ihrer Interessen. Wenn eine solche Person gleichzeitig die Vertretung eines weiteren Fürsten übernahm, so war er nicht dessen Komitialgesandter, sondern dessen Vertreter.
So waren beispielsweise die Komitialgesandten des Fürstentums Braunschweig-Wolfenbüttel oft auch Vertreter der Markgrafschaft Baden-Durlach.
Einige Reichsstände hatten mehrere Gesandte beim Reichstag und verwendeten für diese den Begriff Principal-Gesandte. Es gab immer wieder Diskussionen über den Status von Gesandten ausländischer Mächte, die auch Reichsstände waren. So war der König von Schweden auch Herzog von Vor-Pommern und damit Reichsfürst, der einen Komitialgesandten nach Regensburg senden konnte. Dieser konnte aber nicht gleichzeitig königlich schwedischer Gesandter sein.
Komitialgesandte konnten aus allen Adelsschichten kommen, aber auch bürgerlicher Herkunft sein oder aus der Geistlichkeit kommen.